# Image Packaging System
L'Image Packaging System creato da Sun Microsystems, conosciuto anche come IPS o pkg, è un gestore di pacchetti multipiattaforma. È usato da OpenSolaris.